# لاجان
لاجان شهری در بخش لاجان از شهرستان پیرانشهر استان آذربایجان غربی ایران است.
این شهر در ۸۵ کیلومتری جنوب ارومیه و ۱۶ کیلومتری شمال شرقی‌ پیرانشهر، سر راه اشنویه به مهاباد، و ۹ کیلومتری شرق راه پیرانشهر به ارومیه قرار دارد. 
مردم این شهر به زبان کردی سورانی سخن می‌گویند و پیرو مذهب سنی شافعی هستند.
شهر گردکشانه در سال ۱۳۸۲ خود به تنهایی تأسیس شده‌است؛ و با ادغام دو روستای مجاور یعنی سروکانی و اندیزه به لاجان تغییر نام داد؛ گِردَک و گرده در گویش محلی به معنی تپه است و در نامگذاری روستاهای منطقه زیاد به‌چشم می‌خورد.

## پیشینه تاریخی
فرهنگ جغرافیایی ایران در جلد چهارم خود می‌نویسد:
گِردَکشانه دهی است از دهستان لاهیجان بخش حومه شهرستان مهاباد ، واقع در ۵۰ هزار گزی جنوب باختری مهاباد و ۱۰ هزار گزی شمال باختری راه شوسه خانه به نقده. هوای آن معتدل و دارای ۱۳۵ تن جمعیت است. آب آنجا از رودخانه آواجیر تأمین می‌شود. محصول آنجا غلات، توتون و حبوبات و شغل اهالی زراعت و گله‌داری و صنایع دستی آنان جاجیم بافی و راه آن ارابه‌رو است.

## مشخصات جمعیتی

### جمعیت
بر اساس سرشماری سال ۱۳۹۵ جمعیت شهر لاجان ۴۲۰۱ نفر بوده و باشندگان آن به زبان کردی سورانی سخن می‌گویند و پیرو مذهب سنی شافعی هستند.